# صيغة السيادة الهولندية
صيغة المملكة الهولندية تغيرت عدة مرات منذ تأسيس مملكة هولندا بسبب تشكيل وحل اتحاد شخصيs, بالإضافة إلى زيجات الملكات cognatic والخلفاء.